# Atletica leggera ai Giochi della XI Olimpiade - 5000 metri piani
La competizione dei 5000 metri piani maschili di atletica leggera ai Giochi della XI Olimpiade si è disputata nei giorni 5 e 6 agosto 1936 allo Stadio Olimpico di Berlino.

## L'eccellenza mondiale
| Campione olimpico 1932 | 14'30"0 | Lauri Lehtinen   | Presente |
| Primatista mondiale    | 14'17"0 | Lauri Lehtinen   | Presente |
| Campione europeo 1934  | 14'36"8 | Roger Rochard    | Assente  |
| Primatista stagionale  | 14'30"8 | Illmari Salminen | Presente |

1. ↑  Fino al 1º agosto.

## Risultati

### Turni eliminatori
| 3 Batterie | 4 agosto | 41 iscritti    | Si qualificano i primi 5. |
| Finale     | 7 agosto | 15 concorrenti |                           |

### Batterie
| Pos. | Atleta                  | Nazione          | Tempo   |
| ---- | ----------------------- | ---------------- | ------- |
| 1    | Umberto Cerati          | Italia           | 15'01"0 |
| 2    | Harry Siefert           | Danimarca        | 15'02"8 |
| 3    | Don Lash                | Stati Uniti      | 15'04"4 |
| 4    | Ilmari Salminen         | Finlandia        | 15'06"6 |
| 5    | Aubrey Reeve            | Gran Bretagna    | 15'06"8 |
| 6    | Åke Jansson             | Svezia           | 15'10"0 |
| 7    | Raymond Lefebvre        | Francia          | 15'15"4 |
| 8    | Edmund Stadler          | Germania         | 15'17"  |
| 9    | István Simon            | Ungheria         | 15'25"  |
| 10   | Scotty Rankine          | Canada           |         |
| 11   | Friedrich Fischer       | Austria          |         |
| 12   | Ivan Krevs              | Jugoslavia       | 15'40"  |
| 13   | Mohamed Ahmed Abu Sobea | Egitto           |         |
| 14   | Gottfried Utiger        | Svizzera         |         |
| 15   | Raunaq Singh Gill       | India Britannica |         |

| Pos. | Atleta            | Nazione       | Tempo   |
| ---- | ----------------- | ------------- | ------- |
| 1    | Gunnar Höckert    | Finlandia     | 15'10"2 |
| 2    | Frank Close       | Gran Bretagna | 15'10"6 |
| 3    | Józef Noji        | Polonia       | 15'11"2 |
| 4    | Bror Hellström    | Svezia        | 15'12"0 |
| 5    | Rolf Hansen       | Norvegia      | 15'12"6 |
| 6    | René Lécuron      | Francia       | 15'14"2 |
| 7    | Henry Nielsen     | Danimarca     | 15'25"  |
| 8    | Karl-Heinz Becker | Germania      | 15'27"  |
| 9    | Tom Deckard       | Stati Uniti   |         |
| 10   | János Kelen       | Ungheria      | 15'35"  |
| 11   | Hideo Tanaka      | Giappone      |         |
| 12   | Oscar Van Rumst   | Belgio        |         |
| 13   | Valentín González | Messico       |         |

| Pos. | Atleta               | Nazione       | Tempo   |
| ---- | -------------------- | ------------- | ------- |
| 1    | Henry Jonsson        | Svezia        | 14'54"0 |
| 2    | Kohei Murakoso       | Giappone      | 14'56"6 |
| 3    | Peter Ward           | Gran Bretagna | 14'59"0 |
| 4    | Lauri Lehtinen       | Finlandia     | 15'00"0 |
| 5    | Louis Zamperini      | Stati Uniti   | 15'02"2 |
| 6    | Salvatore Mastroieni | Italia        | 15'02"2 |
| 7    | Roger Rochard        | Francia       | 15'12"0 |
| 8    | Cecil Matthews       | Nuova Zelanda |         |
| 9    | Jenő Szilágyi        | Ungheria      | 15'20"6 |
| 10   | Max Syring           | Germania      |         |
| 11   | Milton Wallace       | Canada        |         |
| 12   | Hernando Navarrete   | Colombia      |         |
| 13   | Michel Medinger Sr.  | Lussemburgo   |         |

### Finale
La gara si corre a ritmo sostenuto. Il passo è dettato dall'americano Donald Lash. Ai 2000 metri prendono la testa i tre finlandesi. Subito la gara diventa un duello tra il campione in carica Lehtinen e Gunnar Höckert.

All'ultimo giro Höckert supera Lehtinen e va a vincere con un distacco di 3 secondi.
| Pos.    | Atleta          | Età | Nazione       | Tempo   |
| ------- | --------------- | --- | ------------- | ------- |
| Oro     | Gunnar Höckert  | 26  | Finlandia     | 14'22"2 |
| Argento | Lauri Lehtinen  | 28  | Finlandia     | 14'25"8 |
| Bronzo  | Henry Jonsson   | 24  | Svezia        | 14'29"0 |
| 4       | Kohei Murakoso  | 31  | Giappone      | 14'30"0 |
| 5       | Józef Noji      | 27  | Polonia       | 14'33"4 |
| 6       | Ilmari Salminen | 34  | Finlandia     | 14'39"8 |
| 7       | Umberto Cerati  | 25  | Italia        | 14'44"4 |
| 8       | Louis Zamperini | 19  | Stati Uniti   | 14'46"8 |
| 9       | Rolf Hansen     | 30  | Norvegia      | 14'48"0 |
| 10      | Harry Siefert   | 26  | Danimarca     | 14'48"4 |
| 11      | Peter Ward      | 23  | Gran Bretagna | 14'57"2 |
| 12      | Frank Close     | 23  | Gran Bretagna |         |
| 13      | Don Lash        | 24  | Stati Uniti   |         |
| 14      | Bror Hellström  | 22  | Svezia        |         |
| -       | Aubrey Reeve    | 25  | Gran Bretagna | Rit.    |

Gunnar Höckert morirà prematuramente durante la Seconda guerra mondiale.